# Rutherfordton
Rutherfordton è una città degli Stati Uniti d'America situata nella Carolina del Nord, nella Contea di Rutherford, della quale è anche il capoluogo.